# Вертиго (Marvel Comics)
Вертиго (англ. Vertigo) — персонаж комиксов издаваемых Marvel. Жительница Дикой Земли, где и получила свой дар благодаря генной инженерии. Она способна вызывать вредоносные ультразвуковые волны которые могут вызвать у человека или кого-то другого головокружения и даже потерю сознания.

## История публикаций
Вертиго дебютировала в выпуске Marvel Fanfare #1, была придумана и нарисована Крисом Клэрмонтом и Маклом Голденом.

## Биография
Изначально она была членом команды Мутантов Дикой Земли, с которыми она сражалась с Людьми Икс и Человеком-пауком.

### Marauders
Вертиго присоединилась к Мародёрам, когда она ещё не была мутантом, Мародёры работали на таинственного генетика, известного как Злыдень. Злыдень хотел, чтобы его наёмники убили почти всех Морлоков, которые жили под Нью-Йоркам, поскольку он считал их генетически бесполезными. Мародёрам удалось истребить большое количество Морлоков. В то время, когда Мародёры совершали набег на подземных мутантов, они столкнулись с Людьми Икс, X-Factor, Тором и Силой 4. С Мародёрами Вертиго попыталась убить Мадлен Прайор.
Злыдень отправил Вертиго с Мародёрами на битву с Людьми Икс в Нью-Йорке. Она погибла в битве против Людей Икс. Злыдень недолго был её союзником, так как она присоединилась к Мутантам Дикой Земли.
Союзники Вертиго присоединяются к более мирным жителям Земли, чтобы противостоять территориальному захвату гуманоидов-сауриан. Она сыграла важную роль в победе над захватчиками. Многие из Людей Икс заключили мир с другими мутантами, чтобы они могли жить в мире.
Саурон и Вертиго встретились с Новыми Мстителями на Дикой Земле. Вертиго воспользовалась своей силой для победы над ними, всех Новых Мстителей взяли в плен но ненадолго, через некоторое время организация Щ.И.Т. спасла команду.

### Marauders/Cloned
Вертиго является членом банды Мародёров Злыдня, живущих в городе. Как мародёр она была убита для того чтобы создать клонов из её клеток ДНК. Неизвестно, была ли это настоящая Вертиго или это был клон, хотя кажется, настоящая Вертиго не покидала город и никаких связей с Мародёрами у неё нет.

### Messiah Complex and Death
Вертиго была членом расформированных Мародёров.
Во время Мессианского комплекса она помогла Мародёрам найти для них нового ребенка-мутанта. Когда происходила битва Мародёров и Героев-Икс на Аляске она и Скрамблер были спасены Штормом. После того как Вертиго вступила в конфронтацию с Бишопом, для финальной битвы между Людьми Икс и X-Фактором, Мародёркми и Приспешниками, в конце боя её убил Хищник-X, который был телепортирован туда Эльфом.
Двойник Вертиго появился в X-Forcs #9.

## Силы и способности
Вертиго — мутант со способностями, которые она получила при помощи генной инженерии, ультразвуковые псионические волны выстреливающие из её рук вызывают сбои в нервной системе и головокружения. Эта сила может вызвать лёгкую дезориентацию и потерю сознания. Вертиго может направить свою силу на одного или нескольких существ или создавать волну распространяющаяся в разные направления, задевая всех кто находится в диапазоне.
Силы Вертиго стали несбалансированными, поскольку баланс её сил был нарушен, когда Тор отражал атаки экстрасенсорных волн при помощи молота Мьёльнира.

## Альтернативные версии

### Age of X
В эпоху Икс-реальности Вертиго появилась в команде Людей Икс.

## Вне комиксов

### Мультсериалы
- Вертиго появилась в мультсериале «Люди Икс», озвученная Меган Смит. Она была одной из последователей Злыдня на дикой Земле. В одной из серий её силы были увеличены Злыднем, когда тот модифицировал ДНК. В одной из серий Людей Икс она присоединилась к Плохим Парням[англ.], которые тоже работали на Злыдня.
- Вертиго впервые появилась в анимационном мультфильме «Росомаха и Люди Икс» в эпизоде «Избыточная сила», озвученная Ванессой Маршалл[англ.]. Она является членом Мародёров Злыдня. Вертиго и Блокбастер преследовали Берцеркера в канализации только чтобы сбежать от Циклопа. Убежав Вертиго предупредила Арклайт, что Циклоп догоняет их. Когда Циклоп атаковал Арклайт, Вертиго сбежала. Её появление произошло в эпизоде «Оттенок серого», где она вместе с другими Мародёрство сражалась с Людьми Икс.

### Видеоигры
- Вертиго появилась в игре Deadpool[19]. Она одна из злодеев и приспешников Злыдня. Вертиго атаковала Дэдпула в канализации, он стрелял по ней, в конце уровня Дэдпул убил её. В конце другого уровня клон Вертиго атакует Дэдпула вместе с Мародёрами.